# Alternative (album)
Pour les articles homonymes, voir Alternative.
Albums de Pet Shop Boys
Disco 2
(1994) Bilingual
(1996)
Alternative est un album compilation du duo de musiciens synthpop britanniques Pet Shop Boys, sorti le 7 août 1995, regroupant uniquement des faces B parues entre 1983 et 1994.

## Liste des titres
CD 1
| No  | Titre                                              | Auteur                                                 | Durée |
| --- | -------------------------------------------------- | ------------------------------------------------------ | ----- |
| 1.  | In the night                                       | Neil Tennant / Chris Lowe                              | 4:50  |
| 2.  | A man could get arrested (Bobby Orlando version)   | Neil Tennant / Chris Lowe                              | 4:19  |
| 3.  | That's my impression                               | Neil Tennant / Chris Lowe                              | 5:15  |
| 4.  | Was that what it was?                              | Neil Tennant / Chris Lowe                              | 5:15  |
| 5.  | Paninaro                                           | Neil Tennant / Chris Lowe                              | 4:40  |
| 6.  | Jack the lad                                       | Neil Tennant / Chris Lowe                              | 4:32  |
| 7.  | You know where you went wrong                      | Neil Tennant / Chris Lowe                              | 5:52  |
| 8.  | A new life                                         | Neil Tennant / Chris Lowe / Helena Springs             | 4:56  |
| 9.  | I want a dog                                       | Neil Tennant / Chris Lowe                              | 4:59  |
| 10. | Do I have to?                                      | Neil Tennant / Chris Lowe                              | 5:14  |
| 11. | I get excited (You get excited too)                | Neil Tennant / Chris Lowe                              | 4:55  |
| 12. | Don Juan                                           | Neil Tennant / Chris Lowe                              | 3:55  |
| 13. | The sound of the atom splitting (extended version) | Neil Tennant / Chris Lowe / Trevor Horn / Steve Lipson | 5:13  |
| 14. | One of the crowd                                   | Neil Tennant / Chris Lowe                              | 3:57  |
| 15. | Your funny uncle                                   | Neil Tennant / Chris Lowe                              | 2:15  |

CD 2
| No  | Titre                          | Auteur                      | Durée |
| --- | ------------------------------ | --------------------------- | ----- |
| 1.  | It must be obvious             | Neil Tennant / Chris Lowe   | 4:34  |
| 2.  | We all feel better in the dark | Neil Tennant / Chris Lowe   | 4:00  |
| 3.  | Bet she's not your girlfriend  | Neil Tennant / Chris Lowe   | 4:29  |
| 4.  | Losing my mind                 | Stephen Sondheim            | 4:34  |
| 5.  | Music for boys                 | Neil Tennant / Chris Lowe   | 3:36  |
| 6.  | Miserablism                    | Neil Tennant / Chris Lowe   | 4:11  |
| 7.  | Hey, headmaster                | Neil Tennant / Chris Lowe   | 3:07  |
| 8.  | What keeps mankind alive?      | Bertolt Brecht / Kurt Weill | 3:24  |
| 9.  | Shameless                      | Neil Tennant / Chris Lowe   | 5:03  |
| 10. | Too many people                | Neil Tennant / Chris Lowe   | 4:17  |
| 11. | Violence (Hacienda version)    | Neil Tennant / Chris Lowe   | 4:59  |
| 12. | Decadence                      | Neil Tennant / Chris Lowe   | 3:57  |
| 13. | If love were all               | Noël Coward                 | 2:59  |
| 14. | Euroboy                        | Neil Tennant / Chris Lowe   | 4:28  |
| 15. | Some speculation               | Neil Tennant / Chris Lowe   | 6:35  |

Titre bonus de l'édition japonaise (CD 2)
| No  | Titre                      | Auteur                                   | Durée |
| --- | -------------------------- | ---------------------------------------- | ----- |
| 16. | Girls & Boys (live in Rio) | Damon Albarn / Alex James / Graham Coxon | 5:03  |